# Augustin Le Forestier de Vendeuvre
Augustin le Forestier, comte de Vendeuvre, est un homme politique français. Il est maire de Caen du 31 janvier 1816 au 1er juin 1824.

## Biographie
Augustin le Forestier, comte de Vendeuvre, est né à Caen le 5 juin 1786. Il est le fils de Jacques Alexandre Le Forestier, sieur de Putanges, maire de Caen en 1789 et 1790, fait comte de Vendeuvre en 1811.
Il est d'abord nommé maire de Manneville le 25 mars 1812 puis de Vendeuvre le 29 octobre 1814. Puis il est nommé maire de Caen par ordonnance royale du 31 janvier 1816, à la suite de Jacques-Guy Lentaigne de Logivière.
Il obtient le transfert de l'Hôtel-Dieu de Caen dans l'ancienne abbaye aux Dames en 1823. Il est remplacé à la mairie par son cousin germain, Louis Le Forestier le 2 juin 1824.
Après son mandat de maire, il devient préfet d'Ille-et-Vilaine en 1825 puis de Moselle en 1830.
Il décède dans son château de Vendeuvre le 15 décembre 1862. 
Il est notamment le père de Raymond Leforestier de Vendeuvre, général de brigade, député du Calvados de 1877 à 1881.
Un quai du bassin Saint-Pierre porte son nom.